# Kayu Elang
Kayu Elang is een bestuurslaag in het regentschap Seluma van de provincie Bengkulu, Indonesië. Kayu Elang telt 919 inwoners (volkstelling 2010).